# Greig-Tulpe
Die Greig-Tulpe (Tulipa greigii) ist eine Pflanzenart aus der Gattung der Tulpen (Tulipa) in der Familie der Liliengewächse (Liliaceae).

## Beschreibung

### Vegetative Merkmale

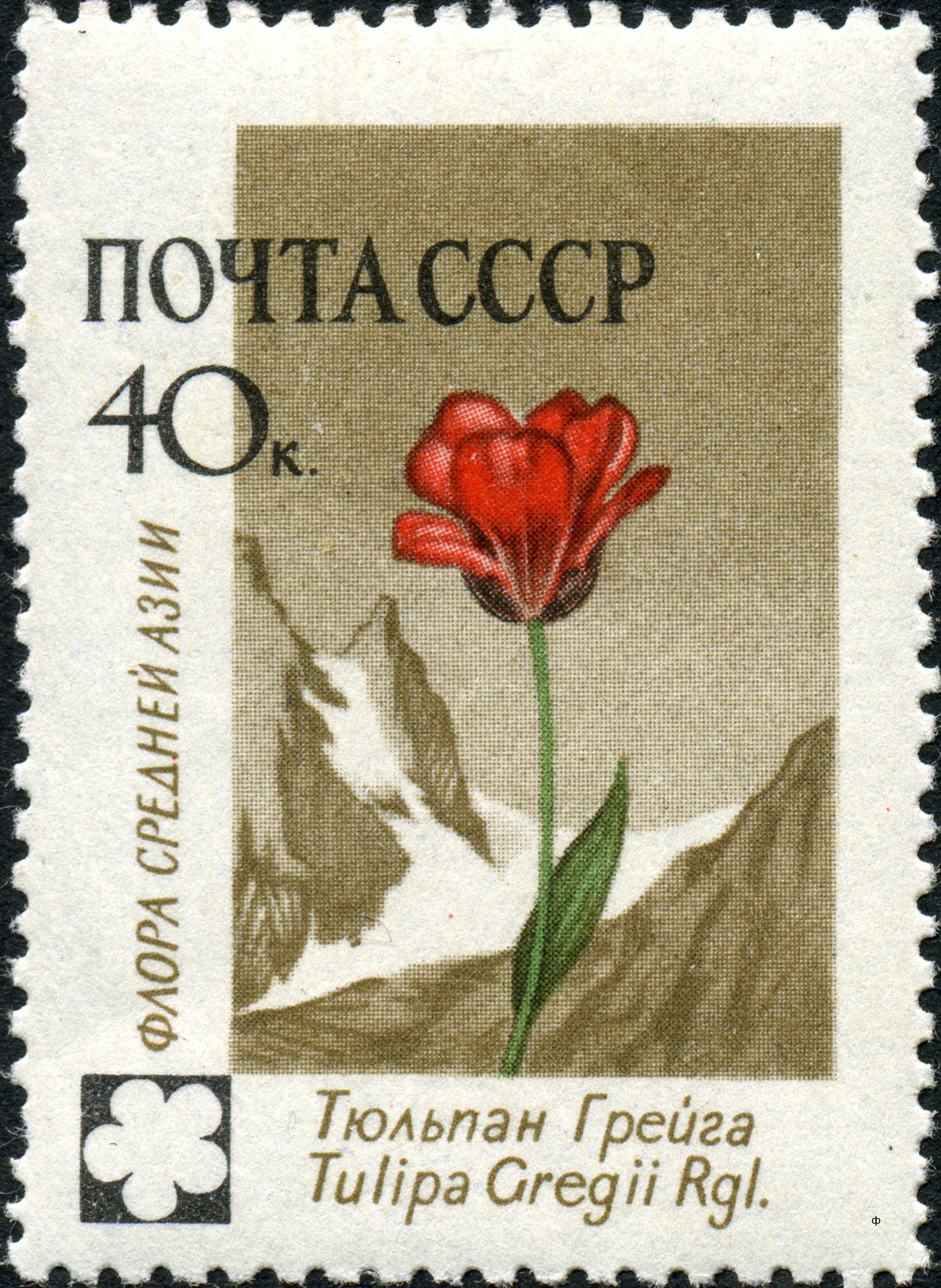
Tulipa greigii auf einer Briefmarke der USSR

Die Greig-Tulpe ist eine ausdauernde Zwiebelpflanze, die Wuchshöhen von 10 bis 45 Zentimeter erreicht. Die Innenseite der Zwiebelhüllen ist besonders oben spärlich bis dicht behaart.

### Generative Merkmale
Die Blütezeit ist im April, zum Teil beginnt sie bereits im März und dauert bis Mai.
Die zwittrige Blüte ist radiärsymmetrisch und dreizählig. Die Blütenhüllblätter messen 4 bis 8 (16) × 3 bis 11 Zentimeter und sind zinnoberrot (selten gelb) gefärbt. Ihr Grund ist gelb mit einem schwarzen Fleck der 1/5 bis 1/4 so lang wie die Blütenhüllblätter ist. Die äußeren Blütenhüllblätter sind nach außen gebogen und kurz zugespitzt, die inneren sind zusammenneigend, kürzer, abgerundet und haben eine flaumig behaarte Spitze.
Die Chromosomenzahl beträgt 2n = 24.

## Vorkommen
Die Greig-Tulpe kommt in West-Tianschan im Kirgisischen Alatau, im Quramagebirge und im Tschatkal-Tal in Halbwüstengebüsch in Höhenlagen von 500 bis 1100 m vor. Das Verbreitungsgebiet reicht vom nordöstlichen Iran bis Kasachstan, Usbekistan, Kirgisistan und Tadschikistan.

## Taxonomie

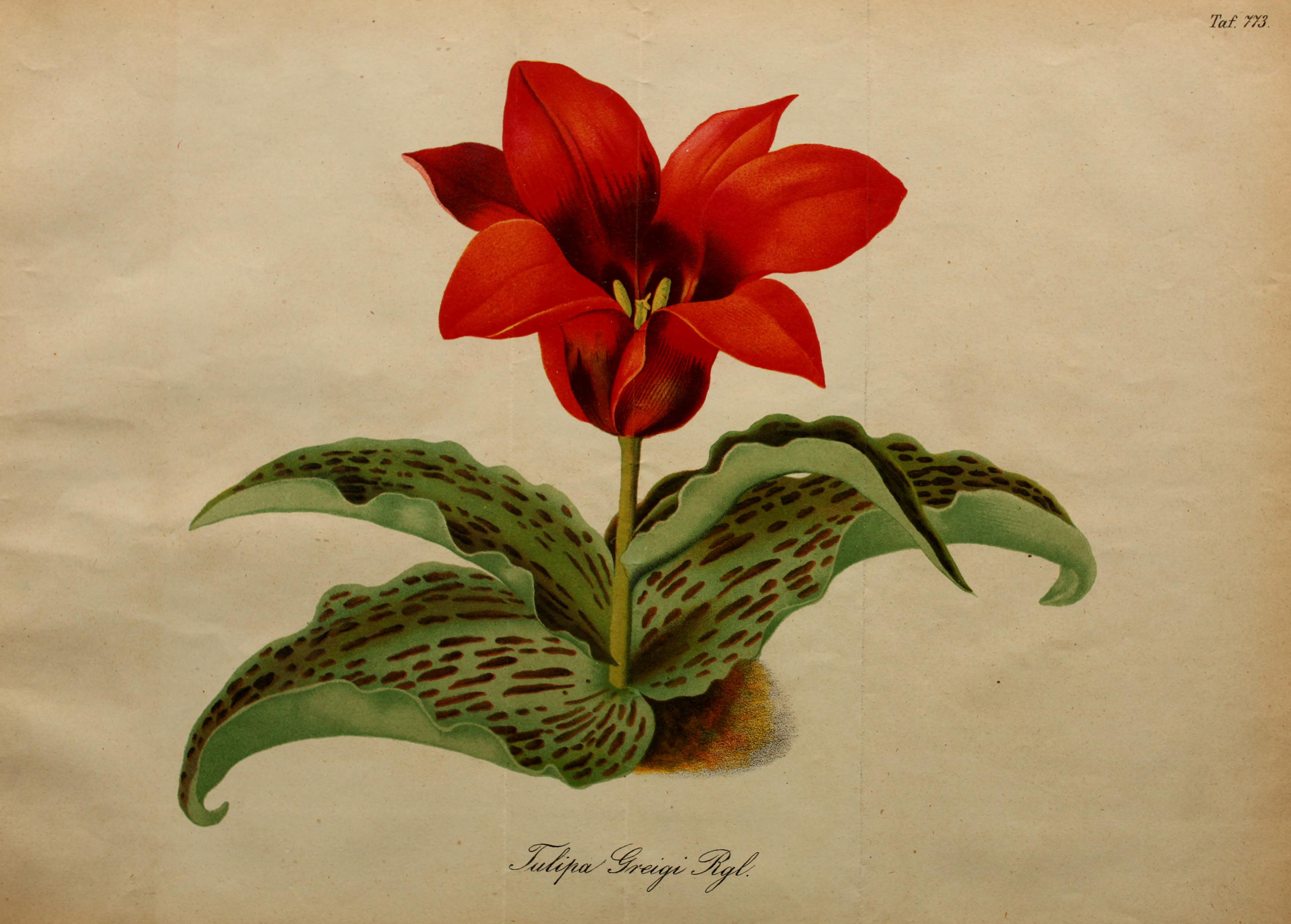
Illustration aus Gartenflora ..., Jahrgang 1873, S. 290, Tafel 773

Die Erstbeschreibung von Tulipa greigii erfolgte 1873 durch Eduard August von Regel in Gartenflora. Monatsschrift für deutsche und schweizerische Garten- und Blumenkunde, Jahrgang 1873, Seite 290, Tafel 773. Ein Synonym für Tulipa greigii Regel ist Tulipa altaica var. karatavica Regel, wie Regel selbst in seiner Erstbeschreibung zugibt. Das Artepitheton greigii ehrt den Präsidenten des kaiserlichen russischen Gartenbauvereins und Staatsrat General Samuel Alexejewitsch Greigh (1827–1887).

## Nutzung
Die Greig-Tulpe wird zerstreut als Zierpflanze in Steingärten und Rabatten genutzt. Sie ist seit spätestens 1872 in Kultur. Es gibt zahlreiche Hybriden, die an ihren violett gefleckten Blättern erkennbar sind.